# Pesi atomo (MMA)
La divisione dei pesi atomo (atomweight in lingua inglese) nelle arti marziali miste raggruppa i lottatori sotto le 105 libbre (circa 48 kg) e corrispondono di fatto a quelli che nel pugilato maschile prendono il nome di pesi paglia o pesi minimosca, mentre nella boxe femminile sono chiamati proprio pesi atomo.
Questa divisione di peso è prevalentemente diffusa nelle organizzazioni di MMA che prevedono campionati femminili: è infatti presente come divisione femminile nelle promozioni statunitensi Invicta FC e WSOF e in quella britannica Cage Warriors.
È presente anche nella promozione nipponica Deep Jewels ma con il nome "pesi paglia"; in altre organizzazioni minori giapponesi come JKS48 e J-Girls la divisione è conosciuta rispettivamente come "pesi minimi" (minimumweight) e come "pesi minimosca" (mini flyweight).

## Campioni attuali
| Organizzazione   | Inizio regno    | Campione     | Record | Difese |
| ---------------- | --------------- | ------------ | ------ | ------ |
| Invicta FC       | 21 luglio 2018  | Jinh Yu Frey | 9-4    | 1      |
| ONE Championship | 7 Maggio 2016   | Angela Lee   | 10-2   | 3      |
| Deep Jewels      | 1 Dicembre 2018 | Tomo Maesawa | 13-1   | 0      |
| Road FC          | 10 Giugno 2017  | Seo Hee Ham  | 23-8   | 2      |

## Divisione pesi MMA
| Nome classe di peso | Limite massimo      | Limite massimo | Categoria    |
| Nome classe di peso | in chilogrammi (kg) | in libbre (lb) | Categoria    |
| ------------------- | ------------------- | -------------- | ------------ |
| Pesi atomo          | 48                  | 105.8          | Donna        |
| Pesi paglia         | 52                  | 114.6          | Donna        |
| Pesi mosca          | 57                  | 125.7          | Uomo / Donna |
| Pesi gallo          | 61.5                | 135.6          | Uomo / Donna |
| Pesi piuma          | 65.5                | 144.4          | Uomo / Donna |
| Pesi leggeri        | 70                  | 154.3          | Uomo         |
| Pesi welter         | 77                  | 169.8          | Uomo         |
| Pesi medi           | 84                  | 185.2          | Uomo         |
| Pesi mediomassimi   | 93                  | 205.0          | Uomo         |
| Pesi massimi        | 120                 | 264.6          | Uomo         |
| Openweight          | -                   | -              | Uomo / donna |